# فالنتين كوفالينكو
فالنتين كوفالينكو (بالإنجليزية: Valentin Kovalenko)‏ هو حكم كرة قدم أوزبكستاني من مواليد 9 أغسطس 1975، يدير مباريات في الدوري الأوزبكي وكأس أوزبكستان. كما أدار مباريات في مسابقات الاتحاد الآسيوي لكرة القدم وكذلك في تصفيات كأس العالم لكرة القدم 2014 وتصفيات كأس العالم لكرة القدم 2018.

## روابط خارجية
- فالنتين كوفالينكو على موقع Soccerway.com (الإنجليزية)